# Éléni Boúkoura-Altamoúra
Éléni Boúkoura-Altamoúra (grec moderne : Ελένη Μπούκουρα-Αλταμούρα ; Spetses, 1821 - Spetses, le 19 mars 1900) est une peintre grecque du XIXe siècle, première femme à entrer dans les écoles de peinture italienne.
Sa vie tragique est devenue l'objet du roman de Rhéa Galanáki, (el), Eléni ou personne, et celui d'une pièce de théâtre.

## Biographie
Éléni Boúkoura-Altamoúra est née à Spetses d'une famille arvanite. Elle est la fille du capitaine Yánnis Boúkouras ou de Boukouris qui a construit le premier théâtre d'Athènes, et de Maro Kyriakou, sœur de Diomidís Kyriákos. Dès l'enfance, elle peignait ses amis qui posaient dans la cour de l'école des filles. Son père, reconnaissant son talent, a embauché un professeur à la maison, professeur de la faculté des arts, Raffaello Ceccoli. Avec sa lettre de recommandation, Eleni partit pour l'Italie en 1848 pour des études.
En Italie, elle a suivi des cours de peinture déguisée en homme sous le nom de Giovanni Chryssini d'abord à la confrérie nazaérenne au monastère de San-Isidore près de Rome, puis à Naples et Florence. Elle y rencontre le peintre italien Francesco Saverio Altamura avec lequel elle a trois enfants hors mariage (Ioannis, Sophia et Alexandre). Elle se convertit au catholicisme et se marie par la suite avec Altamura. En 1857, son mari l'abandonne pour sa maitresse Jane Benhman Hay en emmenant avec lui le plus jeune fils, Alexandre.
Boukouras-Altamura retourne en Grèce avec Ioannis et Sophia et donne des cours de peinture à Athènes. Cependant, en 1872, elle retourne sur l'île de Spetses chez son frère car sa fille Sophia est atteinte de tuberculose. Cette dernière meurt à la fin de 1872 à l'âge de 18 ans. Éléni retourne alors à Athènes.
En 1876, son fils Ioannis Altamouras termine ses études à Copenhague et retourne en Grèce où il contracte la tuberculose et meurt en mai 1878. Eléni Boukoura-Altamura désespérée brûle la majorité de ses œuvres. Elle meurt sur l'île de Spetses en 1900 dans l'indifférence.